# Milpitas
Milpitas is een plaats (city) in de Amerikaanse staat Californië, en valt bestuurlijk gezien onder Santa Clara County. De grootste bevolkingsgroep zijn de Aziatische Amerikanen.

## Demografie
Bij de volkstelling in 2000 werd het aantal inwoners vastgesteld op 62.698.
In 2006 is het aantal inwoners door het United States Census Bureau geschat op 64.292, een stijging van 1594 (2.5%).
Bevolkingssamenstelling van 2010:
| Bevolkingsgroep       | Aantal | Percentage |
| --------------------- | ------ | ---------- |
| Blanke Amerikanen     | 9751   | 14,6%      |
| Afro-Amerikanen       | 1836   | 2,7%       |
| Inheemse Amerikanen   | 137    | 0,2%       |
| Aziatische Amerikanen | 41.308 | 61,8%      |
| Pacifische eilanders  | 316    | 0,5%       |
| Ander ras             | 93     | 0,1%       |
| Twee of meer rassen   | 2109   | 3,2%       |
| Latino Amerikanen     | 11.240 | 16,8%      |

## Geografie
Volgens het United States Census Bureau beslaat de plaats een oppervlakte van
35,3 km², waarvan 35,1 km² land en 0,2 km² water. Milpitas ligt op ongeveer 4 m boven zeeniveau.

## Plaatsen in de nabije omgeving
De onderstaande figuur toont nabijgelegen plaatsen in een straal van 16 km rond Milpitas.